# Roß (Einheit)
Roß war ein ungarisches Volumenmaß für Kohle. Verwendet wurde es im Hüttenwesen, denn Schwerpunkt war die Silberschmelze.
- 1 Fuder = 4 Roß[1]

Das Volumenmaß war 1 ½ mal schwerer als in den Unterharzer Hütten das Maaß.